# Писцовая книга Водской пятины Дмитрия Китаева 7008 года
Писцо́вая кни́га Во́дской Пяти́ны Дми́трия Кита́ева 7008 го́да — писцовая книга Водской пятины, составленная московскими дьяком Дмитрием Васильевичем Китаевым и подьячим Никитой Семеновым сыном Губой Моклоковым в 1499/1500 году (7008 году от сотворения мира). Часто упоминается как «Переписная окладная книга», по названию, данному Д. И. Беляевым, впервые её издавшим, однако оно не вполне соответствует сути данной работы.
Содержит информацию о населённых пунктах, населении, землевладельцах и налогообложении. Является важнейшим источником по средневековой истории Новгородской земли.
В настоящее время рукопись писцовой книги состоит из двух частей и хранится в Российском государственном архиве древних актов: фонд № 137, Новгород, дело № 3 часть 1 (лл. 1-814) и часть 2 (лл.1-735). Помимо этого, писцовая книга дворцовых земель Водской пятины дошла до нашего времени в виде нескольких списков.
На интернет-форуме «Окрестности Петербурга» размещён топонимический указатель писцовой книги, содержащий 3672 населённых пункта, отсортированных по алфавиту и погостам.